# Friedrich Maximilian Bergfeld
Friedrich Maximilian Bergfeld, auch Max Bergfeld, (* 1. August 1864 in Kirchberg; † 2. Februar 1934 in Zwickau) war ein deutscher Volksschullehrer und Mundartdichter des Erzgebirges. Er schrieb auch unter  den Pseudonymen Montecampo oder Johannes Baldur.

## Leben
Friedrich Maxmilian Bergfeld besuchte die Volksschulen in Wildenfels und Zwickau und dann das Seminar in Schneeberg.
Er war als Volksschullehrer in Planitz, Meerane, Ortmannsdorf, Liebschwitz, Mühlau und zuletzt in Zwickau tätig.
Mit der Nebentätigkeit als Schriftsteller begann er 1891 in Mühlau bei Burgstädt. Seine Themen waren Pädagogik, Philosophie und Psychologie. Zudem veröffentlichte er Gedichte. Seine Lieder De Beerleit und In Aärzgebärg erschienen auf den Liedpostkarten Nr. 39 und Nr. 40 im Verlag Wilhelm Vogel, Schwarzenberg i. Sa., und fanden dadurch eine große Verbreitung.
Seine Korrespondenz mit Jakob Frohschammer gab Bernhard Münz heraus.

## Werke
- Psychologische Andachten. 1891
- Die Menschenbildung. 1893
- Nationalfest-Dichtung. 1893
- Begreifen als Philosophie.
- Die Wahrheit ...
- Lebensblüten. Xenien-Verlag, Leipzig 1916
- Katzenveit, der Geist des Erzgebirges. Grasersche Buchhandlung, Annaberg 1919